# Силкин, Сергей Николаевич
Серге́й Никола́евич Си́лкин (2 марта 1961, Люберцы, Московская область, РСФСР, СССР) — советский и российский футболист, выступавший на позиции защитника. Мастер спорта СССР (1986).

## Карьера

### Клубная
Начинал играть в детской команде клуба «Торпедо» (Люберцы). Первый тренер — В. И. Хазов. С 1977 года в СДЮШОР «Динамо», где тренировался у Владимира Николаевича Смирнова.
В составе команды мастеров «Динамо» дебютировал 19 июля 1983 в матче с московским «Спартаком» (0:3). В составе «Динамо» провёл 117 игр (101 в чемпионате страны, 8 в Кубке СССР и 8 в европейских клубных турнирах) и забил 1 гол. В дублирующем составе в 1980—1989 гг. провел 156 игр и забил 6 голов. После «Динамо» выступал за команды «Динамо» (Минск) — 1990—1991 (18 игр), «Динамо-Газовик» (Тюмень) — с августа 1993 по 1994 (42 игры) и «Спартак» (Щёлково) — 1996 (16 игр), а также бельгийский клуб «Расинг Джет» (1992 — май 1993) из города Вавр.

### Тренерская
Имеет высшее физкультурное образование. В 1984 окончил Московский областной государственный институт физической культуры, в 1995 — Высшую школу тренеров при Российской государственной академии физической культуры и спорта. В декабре 2005 года получил тренерскую лицензию ФИФА категории «А». С августа 2007 года возглавляет Департамент подготовки резерва футбольного клуба «Динамо». С января 2008 года — директор Центра подготовки футболистов футбольного клуба «Динамо» имени Льва Ивановича Яшина. С 27 декабря 2001 года по 2007 год — тренер дублирующего состава московского «Динамо», участвовавшего в турнире дублёров РФПЛ.
Под его руководством команда юношей 1986 года рождения выиграла чемпионат Москвы 2001 года, а дублирующий состав «Динамо» выиграл золотые медали чемпионата России 2002 и 2003 годов. В 2003 году исполнял обязанности главного тренера «Динамо» после отставки Виктора Прокопенко. Под его руководством команда провела три игры в кубке России, одержав две победы и потерпев одно поражение.
С сентября 2009 являлся по совместительству главным тренером команды «Динамо» ЦПФ им. Л. И. Яшина 1996 года рождения. Ассистировал ему Сергей Стукашов. В зимнем первенстве команда заняла лишь 4 место.  А летом 2010 года в Международной детской лиге чемпионов «Динамо» в финальном матче обыграло с крупным счетом сверстников из лондонского «Челси».
21 апреля 2011 года был назначен исполняющим обязанности главного тренера «Динамо» после ухода в отставку черногорского тренера Миодрага Божовича. В первом матче под руководством Силкина «Динамо» сыграло в результативную ничью с «Анжи», после чего закрепилось в тройке призёров. 21 июня 2011 года Советом директоров клуба был утверждён главным тренером до конца сезона 2011/12. Однако в весенней части чемпионата игра москвичей разладилась и клуб занял лишь четвёртое место, а в Кубке России команда дошла до финала, где уступила «Рубину». В мае 2012 года, после акции болельщиков бело-голубых в защиту тренера, руководство «Динамо» решило продлить контракт с Силкиным. Но в новом сезоне игра «Динамо» не наладилась и клуб начал сезон с трех подряд поражений в чемпионате и расположился на последнем месте в таблице. 7 августа тренер оставил должность по собственному желанию.
В апреле 2016 года Силкин вернулся в «Динамо», чтобы отвечать за подготовку резерва команды.
В октябре 2018 года возглавил команду любительской лиги «Росич».

## Достижения
| Команда | Страна | Начало работы | Окончание работы | И  | В  | Н  | П  | В%    |
| ------- | ------ | ------------- | ---------------- | -- | -- | -- | -- | ----- |
| Динамо  | Россия | 21.04.11      | 07.08.12         | 42 | 18 | 11 | 13 | 42.85 |

- Серебряный призёр чемпионата СССР 1986 года.
- Победитель международного турнира «Динамиада — 79» в Волгограде (в составе юношеской сборной динамовских коллективов СССР).
- 1998 г. — серебряный призёр СДЮШОР.
- 1999 г. — бронзовый призёр СДЮШОР, обладатель Кубка Москвы.
- 2000 г. — обладатель Кубка России (СДЮШОР).
- 2001 г. — чемпион Москвы СДЮШОР.
- 2002, 2003 г.г. — чемпион России первенство России среди дублирующих составов.
- Финалист Кубка России: 2012